# Рутько, Виктор Иванович
Виктор Иванович Рутько (19 сентября 1899 года, д. Голыни, Витебская губерния, Российская империя — умер после 1945 года,  СССР) — советский военачальник, полковник (1943).

## Биография
Родился 19 сентября 1899 года в деревне Голыни, ныне  Верхнекривинского сельсовета Бешенковичского района Витебской области.

### Военная служба

#### Гражданская война
10 июня 1919 года был призван в РККА и зачислен в 32-й стрелковый полк 53-й стрелковой дивизии. В ее составе воевал с белополяками на Западном фронте. С июля 1920 года служил в 17-м стрелковом полку, с августа — в 22-й маршевой роте ударного батальона МВО. 27 октября 1920 года зачислен курсантом на 1-е пехотные курсы РККА в Москве. В их составе принимал участие в подавлении Кронштадтского мятежа. По окончании боевых действий с апреля 1921 года продолжил учебу в 1-й Московской кавалерийской школе. Член ВКП(б) с 1922 года.

#### Межвоенные годы
В ноябре 1923 года  окончил указанную школу и был направлен в Среднюю Азию на персидскую границу, где по прибытии назначен командиром отделения во 2-й пограничный эскадрон ОГПУ в город Ашхабад. С апреля 1924 года проходил службу сначала в 3-м пограничном отряде в должностях помощника начальника и начальника заставы. С февраля 1925 года — начальник заставы 10-й комендатуры 46-го пограничного отряда войск ОГПУ. В июне 1928 года переведен в город Мерв на должность начальника заставы Дуалет-Абад 45-го пограничного отряда войск ОГПУ. С сентября 1929 года по октябрь 1930 года находился на учебе в Высшей пограничной школе ОГПУ в Москве, по окончании которой вернулся в 45-й пограничный отряд ОГПУ и был назначен помощником коменданта по строевой и хозяйственной части комендатуры № 2 (п. Серахс). Участвовал в борьбе с бандитизмом в Средней Азии. За успехи по службе от ПП ОГПУ был награжден пистолетом Коровина. В июле 1932 года переведен в 68-й пограничный отряд ОГПУ, где исполнял должности помощника коменданта по строевой части комендатуры, затем командира дивизиона в городе Тахта-Базар. В феврале 1933 года назначен в г. Ашхабад на должность начальника штаба маневренной группы 46-го пограничного отряда НКВД. В марте 1935 года переведен на Украину на должность командира кавалерийского дивизиона 19-го пограничного отряда НКВД (г. Олевск). В ноябре 1936 года направлен в город Киев на должность командира дивизиона 6-го кавалерийского полка войск НКВД. С декабря 1937 года — старший помощник начальника штаба 164-го полка войск НКВД в Харькове. В мае 1939 года назначен старшим помощником начальника 1-го отделения 2-го отдела (боевой подготовки) Главного управления конвойных войск в Москве. В 1939 году окончил вечерний факультет Военной академии РККА им. М. В. Фрунзе. С 20 февраля по 20 марта 1940 года в должности начальника 5-го отдела штаба особого отряда пограничных войск НКВД принимал участие в Советско-финляндской войне. В марте 1941 года назначен старшим помощником начальника отделения отдела службы войск этого управления.

#### Великая Отечественная война
С началом Великой Отечественной войны в прежней должности. В ноябре 1941 года майор Рутько назначен начальником штаба 97-й отдельной кавалерийской дивизии в г. Мерв. В августе 1942 года был направлен на Воронежский фронт, где вступил в должность заместителя командира 303-й стрелковой дивизии. Ее части в составе 60-й армии вели упорные оборонительные и наступательные бои северо-западнее Воронежа. В начале января 1943 года был переведен на ту же должность в 270-ю стрелковую дивизию. В феврале дивизия вошла в состав 69-й армии и участвовала в Харьковских наступательной и оборонительной операциях. В ходе последней 19 марта он был ранен и до мая находился на лечении в госпитале. После выздоровления 8 мая 1943	года был допущен к командованию 206-й стрелковой дивизией. В составе 40-й армии она участвовала в Курской битве, Белгородско-Харьковской наступательной операции. В ходе последней  Рутько вновь был ранен и госпитализирован. По выздоровлении направлен в 52-ю армию на должность заместителя командира 138-й стрелковой дивизии. 7 сентября 1943 года в связи с выбытием по ранению ее командира подполковник  Рутько был допущен к командованию дивизией. В ходе наступления на Левобережной Украине с 5 сентября по 19 октября дивизия под его командованием в составе армии освободила десятки населенных пунктов. С 3 октября она действовала на Степном фронте. Ее части вели наступление на черкасском направлении. В январе 1944 года дивизия участвовала в Корсунь-Шевченковской наступательной операции. Указом ПВС СССР от 22 февраля 1944 года за успешное выполнение боевых заданий командования полковник  Рутько был награжден орденом Суворова 2-й степени. Однако во время ликвидации окруженной корсунь-шевченковской группировки противника в напряженный момент боя «самоустранился от руководства дивизией, проявил растерянность». Имея в наличии артиллерию, при атаке незначительных сил противника не организовал бой, не донес о создавшемся положении в штаб корпуса и потерял управление частями. В результате они без приказа отошли с занимаемых рубежей, поставив в тяжелое положение соседнюю 89-ю гвардейскую стрелковую дивизию. За это  Рутько был отстранен от должности и зачислен в распоряжение Военного совета 52-й армии.
С 22 февраля по апрель 1944 года находился на лечении в госпитале, затем был зачислен слушателем в Высшую военную академию им. К. Е. Ворошилова. По окончании ее ускоренного курса в конце сентября направлен в распоряжение Военного совета 3-го Белорусского фронта. С 14 октября допущен к командованию 352-й стрелковой Оршанской дивизией 36-го стрелкового корпуса 31-й армии. Ее части в это время вели наступательные бои на гумбинненском направлении. 8 ноября 1944 года за прорыв обороны противника и выход на границу с Восточной Пруссией полковник  Рутько награжден орденом Красного Знамени. С января 1945 года дивизия участвовала в Восточно-Прусской наступательной операции. 21 марта  Рутько был зачислен в распоряжение Военного совета 3-го Белорусского фронта. С 19 апреля он командовал 235-й стрелковой Витебской Краснознаменной ордена Суворова дивизией и воевал с ней до конца войны. Ее части вели боевые действия в составе 54-го стрелкового корпуса 43-й армии, участвовали в Земландской наступательной операции. В конце апреля дивизия была передана 2-му Белорусскому фронту и участвовала в ликвидации группировки противника, окруженной в районе Данцига.
За время войны комдив Рутько  был  три  раза персонально упомянут в благодарственных в приказах Верховного Главнокомандующего.

#### Послевоенное время
После войны  продолжал командовать этой дивизией в СГВ. В конце июля по оргмероприятиям освобожден от должности и зачислен в распоряжение Военного совета группы войск. 30 октября 1945 года полковник  Рутько уволен в запас по болезни.

## Награды
- орден Ленина (21.02.1945)[5][6]
- три ордена Красного Знамени (26.03.1943[7],  03.11.1944[6][8],   08.11.1944[9])
- орден Суворова II степени (19.01.1944)[10]
- медали в том числе:
  - «XX лет Рабоче-Крестьянской Красной Армии» (1938)[7]
  - «За победу над Германией в Великой Отечественной войне 1941—1945 гг.» (1945)
- Наградное оружие—  пистолет Коровина (20.06.1931)

Приказы (благодарности) Верховного Главнокомандующего в которых отмечен В. И. Рутько.
- За прорыв долговременной, глубоко эшелонированной обороны немцев, прикрывавшей границы Восточной Пруссии, вторжение в пределы Восточной Пруссии и овладение мощными опорными пунктами обороны противника — Ширвиндт, Наумиестис (Владиславов), Виллюнен, Вирбалис (Вержболово), Кибартай (Кибарты), Эйдткунен, Шталлупёнен, Миллюнен, Вальтеркемен, Пиллюпёнен, Виштынец, Мелькемен, Роминтен, Гросс Роминтен, Вижайны, Шитткемен, Пшеросьль, Гольдап, Филипув, Сувалки. 23 октября 1944 года. № 203.
- За овладение городами Восточной Пруссии Тапиау, Алленбург, Норденбург и Летцен — мощными опорными пунктами долговременной оборонительной полосы немцев, прикрывающей центральные районы Восточной Пруссии. 26 января 1945 года. № 255.
- За прорыв мощной, долговременной, глубоко эшелонированной обороны противника в районе Мазурских озёр, считавшейся у немцев со времён первой мировой войны неприступной системой обороны, и овладение городами Бартен, Дренгфурт, Растенбург, Раин, Николайкен, Рудшанни, Пуппен, Бабинтен, Теервиш, превращёнными немцами в сильные опорные пункты обороны. 27 января 1945 года. № 258.